# ГЕС Гарзан
ГЕС Гарзан — гідроенергетичний комплекс на південному сході Туреччини. Використовує ресурс із лівої притоки Тигру річки Янарсу-Чай.
У межах проєкту на річці звели дві послідовні греблі Гарзан та Бінек. Перша (основна) споруда є кам'яно-накидною греблею із глиняним ядром висотою 130 метрів, довжиною 410 метрів та товщиною по гребеню 12 метрів, яка потребувала 4,7 млн м3 матеріалу. На час будівництва воду відвели за допомогою тунелю довжиною 0,7 км з діаметром 7 метрів. Гребля утримує водосховище з площею поверхні 4 км2 та об'ємом 165 млн м3 (корисний об'єм 145 млн м3). Через тунель завдовжки 0,4 км з діаметром 4,9 метра ресурс подається до пригреблевого машинного залу, де встановлено дві турбіни типу Френсіс потужністю по 21,7 МВт, які при напорі у 108 метрів повинні забезпечувати виробництво 210 млн кВт·год електроенергії на рік.
Розташована нижче гребля Бінек виконана як бетонна гравітаційна споруда висотою 15 метрів. Її пригреблевий машинний зал обладнали двома турбінами типу Каплан потужністю по 2,8 МВт, які при напорі у 13 метрів повинні забезпечувати виробництво 16 млн кВт·год електроенергії на рік.
Видача продукції відбувається по ЛЕП, розрахованій на роботу під напругою 154 кВ.